# David Bond
David John Were Bond (* 27. März 1922 in Falmouth; † 23. März 2013 ebenda) war ein britischer Segler.

## Erfolge
David Bond nahm an den Olympischen Spielen 1948 in London als Crewmitglied von Rudergänger Stewart Morris in der Bootsklasse Swallow teil und wurde in dieser Olympiasieger. Mit 5625 Punkten belegten sie mit ihrer Yacht Swift knapp den ersten Platz vor dem portugiesischen Brüderpaar Duarte Manuel und Fernando Bello sowie Lockwood Pirie und Owen Torrey aus den Vereinigten Staaten. Es war die letzte gemeinsame Regatta von Bond und Morris, die ohnehin erste wenige Monate vor den Spielen zusammengefunden hatten.
Während des Zweiten Weltkriegs war Bond bei der Royal Air Force im Rang eines Aircraftsmans aktiv. Danach arbeitete er für einige Zeit bei der British Aircraft Corporation, ehe er nach einer erfolglosen Phase als Gemüsebauer eine erfolgreiche Karriere als Bootsbauer in seiner Heimat Cornwall begann.